# Servië en Montenegro op het Eurovisiesongfestival
Servië en Montenegro deed in 2004 en 2005 mee aan het Eurovisiesongfestival. Beide keren eindigde het land in de top 10.

## Geschiedenis

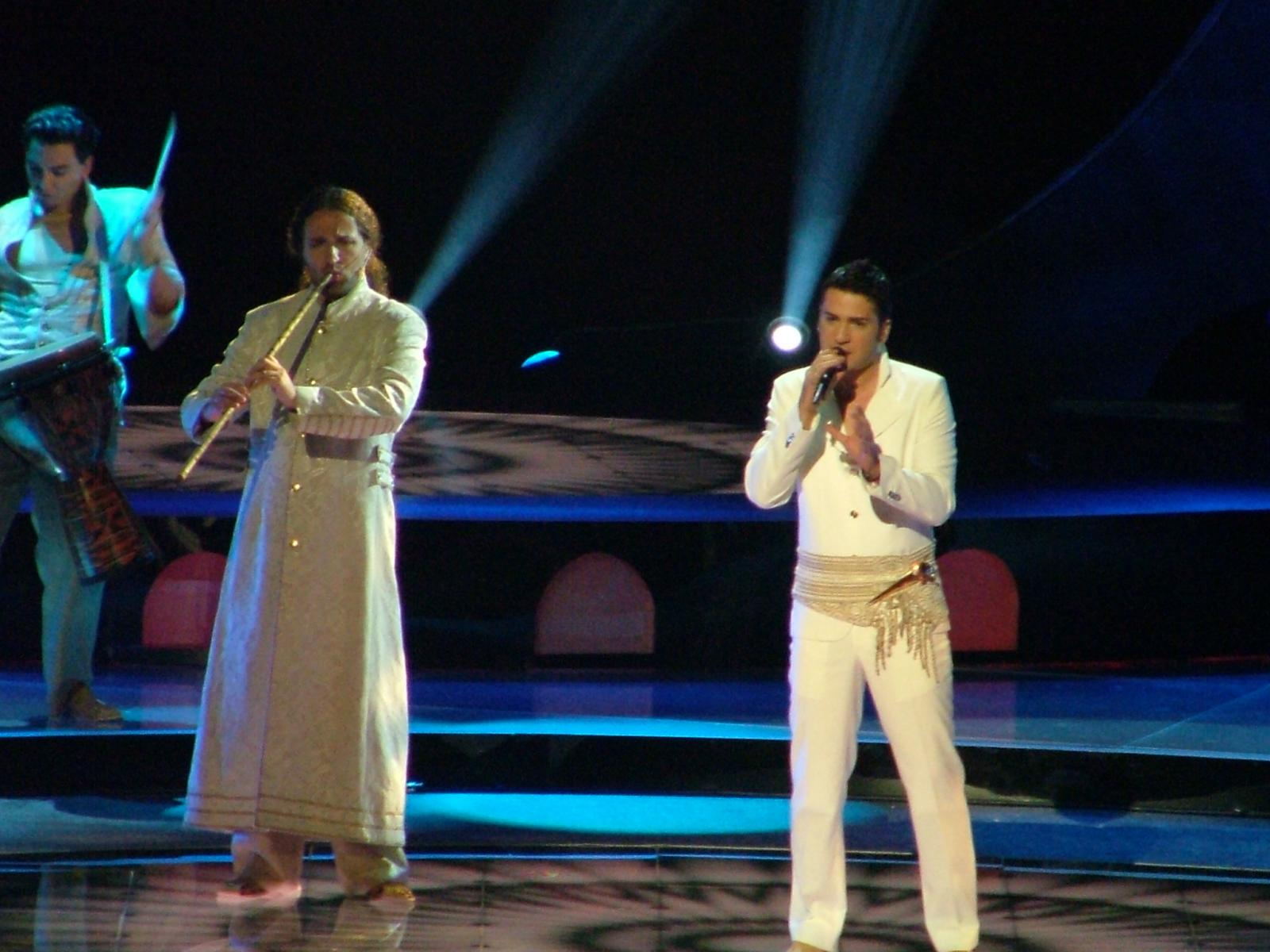
Željko Joksimović eindigde in 2004 op de tweede plaats met Lane moje

Het land Servië en Montenegro verscheen in 2004 voor het eerst op het Eurovisiesongfestival. De twee deelstaten hadden toen echter al veel ervaring met de liedjeswedstrijd, want tussen 1961 en 1992 deden zij 27 keer mee als onderdeel van Joegoslavië. Bij de laatste deelname in 1992 was Joegoslavië al grotendeels uiteengevallen: Kroatië, Slovenië, Macedonië en Bosnië en Herzegovina hadden inmiddels officieel de onafhankelijkheid uitgeroepen en maakten geen deel meer uit van het land. Het waren dan ook feitelijk alleen nog Montenegro en Servië die dat jaar vertegenwoordigd werden onder de nieuwe naam Federale Republiek Joegoslavië.
Terwijl de andere voormalige Joegoslavische deelrepublieken voortaan onafhankelijk aan het songfestival meededen, werden Servië en Montenegro vanaf 1993 van deelname uitgesloten wegens de Joegoslavische oorlogen. Pas in 2003 werd de boycot opgeheven. Het land, dat inmiddels was overgegaan in de confederatie Servië en Montenegro, meldde zich dat jaar meteen aan bij de EBU, maar zekerheid dat het zijn debuut zou kunnen maken kreeg het nog niet. Ook Oekraïne, Albanië en Wit-Rusland hadden namelijk interesse getoond in deelname, en omdat er nog geen sprake was van een halve finale moest het deelnemersaantal noodgedwongen beperkt blijven. Uiteindelijk werd beslist dat Oekraïne in 2003 mocht debuteren. De andere drie gegadigden zouden nog een jaar moeten wachten.

### 2004
In 2004 werd op het Eurovisiesongfestival in Istanboel de halve finale ingevoerd, waardoor voortaan ieder land elk jaar kon deelnemen. Servië en Montenegro werd vertegenwoordigd door het lied Lane moje van de Servische zanger Željko Joksimović en maakte daarmee een zeer sterk debuut. Het land wist de halve finale, bestaande uit 22 landen, te winnen en kwalificeerde zich daarmee glansrijk voor de finale. Hierin werd met 263 punten de tweede plaats bemachtigd, 17 punten achter de Oekraïense winnares Ruslana. Zeven landen gaven Joksimović het maximum van twaalf punten. Het succes zorgde er automatisch voor dat Servië en Montenegro rechtstreeks werd geplaatst voor de finale van het songfestival van 2005.

### 2005
In 2005 stuurde Servië en Montenegro de Montenegrijnse jongensgroep No Name naar het songfestival in Kiev. De groep was de winnaar geweest van de nationale voorronde Evropesma, die echter nogal turbulent verlopen was. Bij de puntentelling werden de Servische favorieten volkomen genegeerd door de Montenegrijnse juryleden, terwijl dit andersom niet het geval was. Ook werd de eerlijkheid van de televoting in twijfel getrokken. Desondanks bleef de uitslag gehandhaafd.
No Name trad op het songfestival aan met het lied Zauvijek moja. Van drie landen (Oostenrijk, Kroatië en Zwitserland) kreeg de groep het maximum van 12 punten. Servië en Montenegro eindigde uiteindelijk met 137 punten op de zevende plaats.

### 2006
Door het goede resultaat van 2005 mocht Servië en Montenegro in 2006 wederom rechtstreeks in de finale van het songfestival starten. Maar net als een jaar eerder zorgde de omstreden selectieprocedure van Evropesma voor opschudding. Opnieuw weigerde de Montenegrijnse jury punten te geven aan de Servische kandidaten, die daardoor kansloos werden voor de zege. No Name, dat opnieuw deelnam, ging er voor het tweede jaar op rij met de winst vandoor, dit keer met het nummer Moja ljubavi. De gang van zaken leidde tot heftige protesten van Servische zijde. De Servische omroep RTS weigerde de uitslag te erkennen en er kwam een voorstel om een nieuwe nationale finale te organiseren. Dit voorstel werd echter niet geaccepteerd door de Montenegrijnse omroep RTCG.
Een uitweg uit de patstelling werd niet meer gevonden. Uiteindelijk werd dan ook besloten om verder af te zien van deelname aan het Eurovisiesongfestival van 2006. Omdat deze terugtrekking volgens de regels van de EBU echter de uiterste datum had overschreden, mocht Servië en Montenegro bij de televoting van zowel de halve finale als de finale wel haar stem uitbrengen. Het betrof hier in feite alleen stemmen uit Servië, aangezien Montenegro het songfestival niet uitzond. De twaalf punten, gegeven door Jovana Janković, gingen naar Bosnië en Herzegovina.
Later in 2006 hield de confederatie Servië en Montenegro op te bestaan. De twee deelstaten doen sinds 2007 als onafhankelijke landen mee aan het Eurovisiesongfestival. Servië wist gelijk in 2007 het songfestival te winnen met het door Marija Šerifović gezongen nummer Molitva.
Zie ook:
- Servië op het Eurovisiesongfestival
- Montenegro op het Eurovisiesongfestival

## Deelnames
| Jaar | Artiest           | Titel         | Fin. | Ptn. | Semi | Ptn. | Taal          |
| ---- | ----------------- | ------------- | ---- | ---- | ---- | ---- | ------------- |
| 2004 | Željko Joksimović | Lane moje     | 2    | 263  | 1    | 263  | Servisch      |
| 2005 | No Name           | Zauvijek moja | 7    | 137  | X    | X    | Montenegrijns |

| Kleur | Betekenis      |
| ----- | -------------- |
|       | Eerste plaats  |
|       | Tweede plaats  |
|       | Derde plaats   |
|       | Laatste plaats |
|       | Gastland       |

## Punten
In de periode 2004-2006. Punten uit de halve finale zijn in deze tabellen niet meegerekend.
| Plaats | Land                  | Punten |
| ------ | --------------------- | ------ |
| 1      | Noord-Macedonië       | 27     |
| 2      | Kroatië               | 25     |
| 2      | Griekenland           | 25     |
| 4      | Bosnië en Herzegovina | 22     |
| 5      | Albanië               | 16     |

| Plaats | Land                  | Punten |
| ------ | --------------------- | ------ |
| 1      | Kroatië               | 24     |
| 1      | Oostenrijk            | 24     |
| 1      | Zwitserland           | 24     |
| 4      | Bosnië en Herzegovina | 22     |
| 4      | Slovenië              | 22     |

### Twaalf punten gegeven aan Servië en Montenegro
| Aantal | Land                  | Wanneer    |
| ------ | --------------------- | ---------- |
| 2      | Kroatië               | 2004, 2005 |
| 2      | Oostenrijk            | 2004, 2005 |
| 2      | Zwitserland           | 2004, 2005 |
| 1      | Bosnië en Herzegovina | 2004       |
| 1      | Oekraïne              | 2004       |
| 1      | Slovenië              | 2004       |
| 1      | Zweden                | 2004       |

### Twaalf punten gegeven door Servië en Montenegro
(Vetgedrukte landen waren ook de winnaar van dat jaar.)
| Jaar | Land                  |
| ---- | --------------------- |
| 2004 | Noord-Macedonië       |
| 2005 | Griekenland           |
| 2006 | Bosnië en Herzegovina |

2004 · 2005